# Albert Boton
Pour les articles homonymes, voir Boton.
Albert Boton, né le 17 avril 1932 à Paris et mort le 20 juillet 2023 à Vernon, est un typographe et graphiste français.

## Biographie
Dans les années 1950, Albert Boton est formé au métier de menuisier par son père, durant quatre ans. Un jour, alors qu'il répare les fenêtres d’un studio de dessin, il découvre l'univers du graphisme, et change de voie. Après son service militaire, il entre à l’École Estienne, où il suit les cours d’Adrian Frutiger, qu'il rejoint, une fois ses études finies, au sein de la fonderie Deberny et Peignot. Il rejoint en 1957 le studio Hollenstein. Il poursuit ensuite sa carrière dans des studios de création, tels que Delpire ou en 1981 Carré Noir dans la création de logotypes et d'identités visuelles. Il poursuit en parallèle une carrière indépendante de typographe et enseigne la calligraphie et le dessin de lettres à l’École nationale supérieure des arts décoratifs depuis 1968 et depuis 1988 à l’Atelier national de recherche typographique de l'Imprimerie nationale.
En retraite depuis 1997, ce grand amateur de cigares se montre toujours très critique à l'égard de la création typographique et signalétique. Il développe à présent des créations graphiques, présentant des typographies sur les kakemonos.

## Créations

### Typographies
- Eras avec Albert Hollenstein
- Boton et Black Boton
- Elan ITC
- FF
- Linex
- Pompei
- Carré Noir
- Botoni
- RER, pour le réseau express régional d'Île-de-France

### Logotypes et identités visuelles
- Christian Dior
- Winston
- Salle Pleyel
- Vichy
- Erato
- Cacharel
- Citroën
- Schlumberger
- Lesieur
- Dalloz

### Biographie
- Un homme de lettres, vol. 1, Caractères, janvier 2000
- (en) Linotype, « Albert Boton », www.linotype.com (consulté le 17 août 2010)
- (en) Neil Macmillan, An A-Z of type designers, Yale University Press (lire en ligne), p. 54